# الانتخابات المحلية السورية 2022

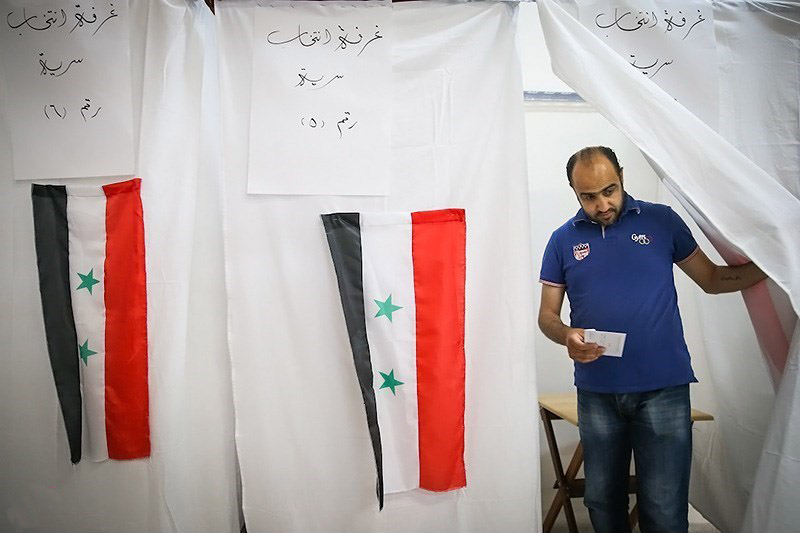

الانتخابات المحلية السورية 2022 - هي تلك الانتخابات التي جرت في سوريا في 18-09- 2022م، في تمام الساعة السابعة صباحًا، لاختيار أعضاء مجالس مدن مراكز المحافظات. وبلغ عدد المرشحين لانتخابات مجالس الإدارة المحلية 59498 مرشحاً من مختلف المحافظات تنافسوا على 19086 مقعداً. وجرت الانتخابات في جميع محافظات سورية في حوالي 7348 مركزَا انتخابياً.
وتجري الانتخابات المحلية في سورية كل أربع (4) سنوات ميلادية.
وفيما يتعلق بتمثيل الأعضاء ، فمجلس “المحافظة” يحدد ممثل لكل 10000 مواطن على ألا يقل أعضاء المجلس عن 50 عضواً ولا يزيدون على 100 عضو أما في مجلس “المدينة” فممثل لكل 4000 مواطن بما لا يقل عن 25 عضواً ولا يزيد على 50 عضواً وفي مجلس “البلدة” ممثل لكل 2000 مواطن بما لا يقل عن 10 أعضاء ولا يزيد على 25 عضواً وأما مجلس البلدية فيتكون من 10 أعضاء.. وهذه الأرقام المحددة هي استناداً للمادة الـ 13 من قانون الإدارة المحلية.
اما عن عدد الدوائر الانتخابية وتوزيعها علي محافظات الجمهورية فقد جاءت كالتالي: عدد الدوائر في محافظة دمشق (5) ،وفي ريف دمشق (11) ، وفي حلب (11) ، وفي حمص (25) ، وحماة (9) ، إدلب (7) ، اللاذقية (5) ، طرطوس (7) ، دير الزور (3) ، الحسكة (6)، الرقة (4) ، درعا (6) والسويداء (4) أما في محافظة القنيطرة فهناك دائرة واحدة.